# 台灣國鳥
台灣國鳥是於2007年由台灣永續生態協會舉辦的網路票選活動，從帝雉、藍腹鷴、台灣藍鵲及黃山雀四種台灣特有種鳥類，選出一種具有台灣代表性的國鳥。 第一階段的網路票選結果，台灣藍鵲（49萬票）和帝雉（27萬票）領先，進入最後決選階段。
由於票選結果不具備法源依據，2007年6月無黨團結聯盟曾提案，讓立法委員票選出台灣國鳥，不過後來並沒有進行投票。

## 票選國鳥
國鳥票選始於2007年1月，4月29日午夜結束投選，5月2日公佈票選結果。總計網路選票987,063張、紙質選票70,000張。

台灣藍鵲
學名Urocissa caerulea，台灣特有種鳥類，別名長尾山娘，票選結果491,572。
帝雉
學名Syrmaticus mikado，台灣特有種鳥類，別名黑長尾雉、烏雉、海雉，票選結果277,178。
黃山雀
學名Machlolophus holsti，台灣特有種鳥類，別名台灣四十雀、師公，票選結果120,498。
藍腹鷴
學名Lophura swinhoii，台灣特有種鳥類，別名藍鷴、山雞、紅脚山雞、華雞，票選結果97,815。

## 外部連結
- 候選者資料 （页面存档备份，存于）（英文）
- 票選結果 （页面存档备份，存于）（英文）